# François Warnier
Pour les articles homonymes, voir Warnier.
François Warnier (8 janvier 1913 à Reims - 5 décembre 2005 à Reims) est un as de l'aviation française qui s'est illustré durant la campagne de France en remportant sur Curtiss H-75. Il est crédité de huit victoires homologuées et deux probables.

## Biographie
Déjà pilote dans le civil, François Warnier obtient son brevet de pilote de chasse en juillet 1934, durant son service militaire. Rejoignant la base aérienne de Nancy en décembre de la même année, il s'engage pour deux années au terme de sa période réglementaire et retourne en octobre 1937 à la vie civile. Sergent de réserve, il garde néanmoins contact avec l'armée de l'air.
En 1939, à la veille de la Seconde Guerre mondiale, il est rappelé et affecté à la SPA 75, deuxième escadrille du Groupe de Chasse I/5 de la 5e escadre de chasse de Reims déployée dans la Marne, sur le terrain opérationnel de Suippes, et commandée par le lieutenant Michel Dorance. Évoluant sur Curtiss H-75, il obtient huit victoires homologuées et deux probables durant la campagne de France. Il est fait chevalier de la Légion d'honneur le 7 juillet 1940. Il reçoit également la croix du combattant et la croix de guerre avec cinq palmes. Replié en Afrique du Nord avec son groupe de chasse, il est démobilisé le 28 août 1940, en même temps que tous les réservistes des armées françaises. Il ne reprend pas les armes par la suite.
Après la guerre, il gravit en tant que réserviste les échelons de la hiérarchie militaire et parvient au grade de commandant. En 1952, il est élevé à la dignité d'officier de la Légion d'honneur, puis fait commandeur le 14 mai 2005. Dans les années qui précèdent sa mort, François Warnier apporte sa contribution à la création du musée de la base aérienne 112 et de l'aéronautique locale où plusieurs objets lui ayant appartenu rappellent son souvenir.
Évoquant François Warnier, le général d'armée aérienne Richard Wolsztynski, chef d'état-major de l'armée de l'air, dit de ce pilote d'exception : « L'armée de l'Air conserve le souvenir d'un ambassadeur d'exception, particulièrement attaché à la cause associative, doté d'un sens aigu du devoir de mémoire, modèle de patriotisme et de courage, honorant ainsi notre institution. »
François Warnier repose tout près de Reims, dans le cimetière du petit village marnais de Chigny-les-Roses.
À sa mémoire, un rond-point portant son nom (rond-point du Commandant François Warnier) a été inauguré à Reims, ZAC de la Croix-Blandin, le 25 février 2008.

## Distinctions
- Commandeur de la Légion d'honneur[1],
- Croix de guerre 1939-1945 avec cinq palmes,
- Croix du combattant.

## Sources & bibliographie
- Daniel Porret et Franck Thévenet, Les as de la guerre, 1939-1945, vol. 2 : L à W, Vincennes, Service historique de l'Armée de l'air, 1991 (ISBN 978-2-904-52116-4).
- Journal Le Figaro du 7 décembre 2005, avis de décès.
- Journal L'Union (édition de Reims) du 7 décembre 2005, « Reims vient de perdre l'un de ses grands pilotes de chasse » (article signé Jean-François Scherpereel, avec BA 112).